# Скатов, Тимофей Дмитриевич
Тимофей Дмитриевич Скатов (род. 21 января 2001, Петропавловск, Казахстан) — казахстанский теннисист, до 2018 года выступавший за Россию. Вторая ракетка Казахстана (2023). Двукратный победитель юниорского Кубка Кремля (2014, 2015), чемпион Европы до 16 лет (2017), полуфиналист юниорского US Open (2017), пятая ракетка мира в юниорском рейтинге ITF.

## Биография
Родился 21 января 2001 года в Петропавловске. В раннем возрасте вместе с родителями переехал в Тулу.

## Спортивная карьера

### Юниорские турниры
Скатов представлял Россию на юниорском Кубке Дэвиса 2016 года, в котором он вместе с товарищами по команде Аленом Авидзбой и Алексеем Захаровым завоевал титул чемпиона.

### Взрослые турниры
В январе 2022 года на чемпионате Австралии проиграл в первом круге словаку Норберту Гомбошу.
В мае 2023 года прошёл квалификацию и попал в основную сетку турнира «Ролан Гаррос», где в первом круге уступил болгарскому теннисисту Григору Димитрову.